# Museum of Fine Arts w Bostonie
Museum of Fine Arts w Bostonie zapoczątkowało swoją działalność 4 lipca 1876. Budynek muzeum na Copley Square mieścił w sobie w tym czasie 5600 dzieł sztuki. Przez następne kilka lat kolekcja powiększała się. W 1909 muzeum zostało przeniesione do swojej obecnej lokalizacji na Huntington Avenue. Dziś jego kolekcja składa się z ok. 450 tysięcy eksponatów z rozmaitych okresów od starożytności do współczesności. Muzeum organizuje również tymczasowe wystawy i realizuje programy edukacyjne.

## Działy muzealne
- Sztuka Azji, Oceanii i Afryki - m.in. malarstwo i rzeźba z Japonii, Chin i Indii; grafika japońska (np. dzieła Moronobu, Harunobu, Sharaku, Hokusai); chińska, koreańska i wietnamska ceramika; sztuka islamu.
- Sztuka europejska - m.in. obrazy Tycjana, Dürera, Rembrandta, Vincenta van Gogha, Renoira. 
  - Rogier van der Weyden, Św. Łukasz rysujący portret Madonny,
  - Lucas Cranach młodszy, Portret Kobiety[1],
  - Paul Gauguin, Skąd przyszliśmy? Kim jesteśmy? Dokąd idziemy?.
- Sztuka amerykańska
- Sztuka starożytna - egipska, etruska, grecka i rzymska.
- Sztuka współczesna
- Instrumenty muzyczne
- Grafika, rysunek i fotografia - dział powstały w 1887; jego kolekcja zawiera prace na papierze - grafiki, rysunki, akwarele, fotografie, ilustrowane księgi, plakaty - powstające od XV wieku po czasy współczesne.
- Tekstylia i moda - m.in. wachlarze, hafty, tapiserie, tkaniny japońskie, starożytne tkaniny i ubiory peruwiańskie.